# Rébellion touarègue de 2012
Pour les articles homonymes, voir Rébellion touarègue.
Guerre du Mali
Batailles
- 1re Ménaka
- Tessalit
- 1re Aguel'hoc
- In Emsal
- 1re Andéramboukane
- Niafunké
- 1re Tinzawatène
- Tinsalane
- 1re Goumakoura
- 1re Tessit
- Soudere
- 1re Tin-Hama
- 1re Kidal

Coups d'État
- Coup d'État de 2012 au Mali
- Tentative de coup d'État de 2012 au Mali
- Djicoroni
- Coup d'État de 2020 au Mali
- Coup d'État de 2021 au Mali

Conflit entre les djihadistes et le MNLA (2012)
- 1re Tombouctou
- 1re Gao
- Tagarangabotte
- 1re Indelimane
- 2e Ménaka

- Konna
- Gao (bombardement)
- Diabaly
- 2e Gao
- 3e Gao
- 4e Gao
- In Khalil
- Tigharghâr
- Timétrine
- Imenas
- Tin Keraten
- In Zekouan et Teurteli
- 2e Tombouctou
- 5e Gao
- Teghboubinene et In Arab
- 3e Tombouctou
- 1re Ber
- 1re Anéfis
- 2e Anéfis
- Bordj Badji Mokhtar et In Farah
- Fooïta
- Douaya
- Amazragane
- 2e Tin-Hama
- Araouane
- Kondaoui
- Tamkoutat
- Ametettaï (bombardement)
- Dayet en Maharat
- Inabohane-Ebahlal
- 2e Kidal
- 3e Kidal
- 3e Anéfis
- 1re Tabankort
- 2e Indelimane
- N'Tillit
- Ametettaï
- 2e Tabankort
- 1er Nampala
- 1er Ténenkou
- 3e Tabankort
- Tabrichat
- Abeïbara
- 1re Léré
- 2e Ténenkou
- Tin Telout
- Koba
- Nara
- Takoumbaout
- Sama
- 1er Gourma-Rharous
- Sévaré
- 4e Anéfis
- Inafarak
- Tiébanda
- 1re Talahandak
- Wanna
- 2e Aguel'hoc
- Sévaré
- 2e Nampala
- 4e Kidal
- 2e Goumakoura
- Kazay-Kazay
- 1re Boulikessi
- 2e Gourma-Rharous
- Foulsaré
- 1re Dogofry
- 1re Serma
- Tikerefinadji
- Bintagoungou
- Inkadogotane
- Djebok
- Takellote
- Touzik
- Adjlal
- 4e Tombouctou
- Tin Biden
- 3e Indelimane
- Youwarou
- Soumpi
- Inaghalawass
- Akabar
- 5e Tombouctou
- Tina
- Aklaz et Awkassa
- 1re Talataye
- 1re Boni
- Inabelbel
- Inghalamane
- Tintihidjrene
- Soumouni
- 2e Dogofry
- Ndaki
- 2e Ber
- Farimaké
- Abanguilou
- 2e Serma
- 3e Aguel'hoc
- Elakla
- Dialloubé
- 1re Dioura
- Tiésaba-Bourgou
- Guiré
- Aconit
- Fafa
- 2e Boulikessi
- 4e Indelimane
- Bourgou IV
- Tabankort
- Eranga
- 1re Wagadou
- Sokolo
- Tarkint
- 1re Bamba
- 2e Talahandak
- Bouka Weré
- Sokoura
- 3e Boulikessi
- Niaki
- Éclipse
- 4e Boulikessi
- 2e Boni
- 2e Tessit
- 4e Aguel'hoc
- Nokara
- Dangarous
- Bodio

- Mondoro
- Région de Ménaka
- 2e Andéramboukane
- 3e Tessit
- 2e Talataye
- Tadjalalt et de Haroum
- Diafarabé et Koumara
- 3e Ber
- Le Tombouctou et Bamba
- Bourem
- 2e Léré
- 2e Dioura
- 2e Bamba
- Taoussa
- Région de Kidal
- 5e Kidal
- Niafunké
- Labbezanga
- Farabougou
- Dinangourou
- Kwala
- 2e Wagadou
- Mourdiah
- 2e Tinzawatène
- Bamako
- Kobé
- 3e Dioura
- 5e Boulikessi
- 6e Tombouctou
- 4e Tessit
- Anoumalane

L'insurrection malienne de 2012 (aussi désignée sous le nom de rébellion touarègue ou soulèvement touareg de 2012) ou guerre de l'Azawad est un conflit armé qui, au nord du Mali, oppose l'armée malienne aux rebelles touaregs du Mouvement national pour la libération de l'Azawad (MNLA) et au mouvement salafiste Ansar Dine, alliés à d'autres mouvements islamistes. Elle a été déclenchée le 17 janvier 2012 avec l'attaque de camps militaires maliens dans le nord du pays par des combattants du MNLA, et déclenche la guerre du Mali.
Le MNLA revendique l'autodétermination et l'indépendance de l'Azawad qui correspond aux trois régions maliennes de Kidal, Tombouctou et Gao. Le gouvernement malien refuse ces revendications, défendant l'intégrité du territoire malien. Le mouvement Ansar Dine de l'ancien combattant touareg Iyad Ag Ghali défend lui l'instauration d'un État islamique avec l'application de la charia.
Ce conflit s'inscrit dans une série de conflits généralement appelés « conflits touaregs », ou « rébellion touareg », bien que le MNLA démente tout caractère ethnique. La guerre engendre des conséquences néfastes pour les populations de ces régions dont une partie se réfugie dans les pays voisins (Mauritanie, Algérie, Niger et Burkina Faso) ou au sud du Mali, avec d'autres conséquences pour les habitants déjà confrontés à des difficultés alimentaires.
La branche sahélienne d'Al-Qaïda AQMI joue également un rôle important dans l'insurrection malienne, dans le contexte de la guerre du Sahel. Leurs intérêts convergents amènent Ansar Dine à rencontrer ses principaux dirigeants en mai 2012 à Tombouctou. Par la suite, les islamistes parviennent à repousser les rebelles touaregs des principales villes de l'Azawad pour mettre en place la loi islamique.
L'ambition de djihadistes de vouloir poursuivre leur offensive vers le Sud du Mali et notamment la capitale, Bamako, entraîne, dès janvier 2013, l'intervention militaire de la France aux côtés des forces gouvernementales malienne, avec le déclenchement de l'opération Serval, dont l'objectif est non seulement de stopper l'avancée en direction de Bamako des forces islamistes, de sécuriser Bamako, mais aussi de permettre au Mali de recouvrer son intégrité territoriale, par la reconquête du Nord.

## Contexte

### Géographie physique et humaine

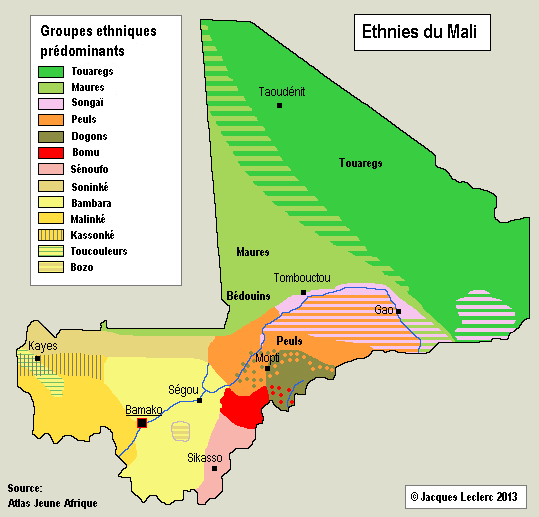
Langues du Mali

Les Touaregs appartiennent à l'ensemble ethno-linguistique amazigh (Berbères). Leur population générale est difficile à évaluer et serait aux alentours de 1,5 million, dont 550 000 au Mali, 800 000 au Niger, 50 000 en Algérie, le reste au Burkina Faso et en Libye.

### Rébellions touaregs et accords passés
Ce conflit s'inscrit dans une suite d'insurrections généralement baptisées « rebellions touarègues », qui a opposé certains membres du peuple touareg aux gouvernements du Mali et du Niger.
Depuis 1916, on compte plusieurs conflits principaux :
- La rébellion touarègue de 1916-1917, au Niger. 
À partir de 1958, le Mouvement populaire de l'Azawad (MPA), revendique la constitution d'un État touareg[13].
- La rébellion touarègue de 1962-1964 au Mali, généralement appelé « première rébellion touareg », qui fut très durement réprimée par l'armée malienne[13]. Frappés également par la sécheresse des années 1970, les Touaregs se réfugient en Algérie et en Libye où dans les camps les jeunes sont entraînés et enrôlés par l'armée[13]. En 1988, le Mouvement populaire de libération de l'Azawad (MPLA) est créé[13].
- La rébellion touarègue de 1990-1996 au Mali et au Niger. Elle débuta en 1990, deux ans après la création du Mouvement populaire de libération de l'Azawad. Au Mali, une première période de conflit (octobre-décembre 1990) aboutit à la signature des Accords de Tamanrasset en 1991 et du Pacte national en 1992[14], mais qui ne marqua pas la fin définitive des hostilités. Des conflits réapparurent en 1994-1995 et la paix fut finalement scellée le 27 mars 1996 à Tombouctou lors de la cérémonie de la Flamme de la Paix, durant laquelle les rebelles touaregs brûlèrent 3 000 armes utilisées durant la rébellion.
- La rébellion touarègue de 2006 au Mali, aboutissant aux accords d'Alger (signés le 4 juillet 2006)[13].
- La rébellion touarègue de 2007-2009, au Niger et au Mali.

### Contexte politique
L'année 2012 marque la fin du second mandat du président de la république Amadou Toumani Touré. Les élections présidentielle (dont le premier tour est couplé avec un référendum sur la révision de la constitution) et législatives doivent se dérouler cette année.

## Forces en présence

### MNLA

« Drapeau de l'Azawad » reconnu par les insurgés.

Le Mouvement national de libération de l'Azawad (MNLA) est un groupe politique et militaire indépendantiste créé le 16 octobre 2011 par la fusion du Mouvement national de l'Azawad (MNA), constitué de jeunes intellectuels et de militants politiques, avec les guérilleros de l'ex-Alliance Touareg Niger-Mali (ATNM) d’Ibrahim Ag Bahanga, leader des rébellions touaregs de 2006 à 2009, décédé dans un accident de voiture le 26 août 2011. Des Touaregs qui ont fui le Mali après les rébellions des années 1990 et s’étaient engagés dans l’armée libyenne sous le régime de Mouammar Kadhafi et qui ont regagné le Mali à sa chute ont rejoint le MNLA. Le 4 février, le MNLA communique la liste des sept membres de son comité exécutif, dirigé par le secrétaire général Bilal Ag Cherif. Mohamed Ag Najem est chef d'état-major et Hamma Ag Sidi Mohamed est le porte-parole officiel du MNLA.
Mossa Ag Attaher, chargé de communication du MNLA déclare que l’objectif est de « se libérer du colonialisme malien » sur le territoire de l’Azawad qui correspond à trois régions administratives maliennes, celles de Tombouctou, de Gao et de Kidal. Le 21 février, Dans une interview à Jeune Afrique, Mahmoud Ag Aghaly, président du bureau politique du Mouvement national pour la libération de l'Azawad (MNLA) déclare que « les populations du nord et du sud du Mali sont trop différentes pour composer un État ensemble, comme le Mali et le Sénégal n'étaient pas faits pour être un seul pays. C'est pour ça que nous en appelons à la communauté internationale, afin qu'ils convainquent le Mali de nous donner notre indépendance ».
Dans une interview au journal algérien El Watan, Mossa Ag Atter, chargé de la communication au bureau politique du MNLA, affirme que « le MNLA n’est pas une rébellion, ni un groupe armé. C’est un mouvement révolutionnaire qui œuvre pour la libération des régions nord du Mali, que nous appelons Azawad. Le mouvement revendique le droit d’autogestion, le droit politique et le droit aux populations autochtones vivant sur ce territoire de décider pour elles-mêmes et par elles-mêmes. Aujourd’hui, à la suite de toutes les frustrations et de toutes les déceptions nées des relations malsaines avec le Mali depuis des années, il est impératif de devenir indépendants et de s’octroyer le droit de s’autogérer ». Il indique également que « le MNLA ne reconnaît aucun accord. La revendication est claire et aucun de ces accords ne prend en considération la libération de l’Azawad. De ce fait, nous ne prendrons pas part à ces accords caducs qui ne servent que les intérêts de l’État malien. De toute façon, ils n’ont jamais été respectés et, dans ces circonstances, ils ne représentent que l’ombre d’eux-mêmes ».
Le MNLA a installé son quartier général dans les collines autour de Zakake, au nord de Kidal. il revendique un millier d'hommes. Le MNLA est équipé de fusils d'assaut, des missiles sol-sol et sol-air, des lance-roquettes multiples BM-21 et des mortiers récupérés en Libye.

### Mouvements islamiques
Le 11 mars, l’Agence France-Presse annonce que selon plusieurs sources concordantes, « un mouvement islamiste dénommé « Ansar Dine », créé par une ancienne figure des rébellions touaregues maliennes des années 90, Iyad ag Ghali, combat auprès des rebelles touaregs contre l’armée malienne dans le nord-est du Mali ». Des combattants d’Aqmi de la cellule dirigée par Abdelkrim Taleb, accusée « d’être l’auteur de la mort de l’humanitaire français Michel Germaneau dont Aqmi, qui le retenait en otage, avait annoncé l’exécution en juillet 2010 », sont actifs au sein d’Ansar dine. Le mouvement islamique appelle à l'application de la charia au Mali. Le 19 mars, le MNLA publie un communiqué précisant « la République pour laquelle nous nous battons est basée sur les principes de la démocratie et de la laïcité », prenant ainsi ses distances avec le mouvement Ansar Dine.
Chérif Ousmane Madani Haïdara, prédicateur malien a tenu à faire la distinction entre son association homonyme Ançar Eddine basée à Bamako qui prône la tolérance et refuse la charia et le mouvement intégriste d’Iyad Ag Ghali. Ansar Dine est allié avec d'Al-Qaïda au Maghreb islamique (Aqmi). Des responsables du groupe terroriste pratiquant les enlèvements d’Occidentaux ont été invités par Iyad ag Ghali à Gao. Deux autres mouvements intégristes sont présents dans le nord du Mali. Le Mouvement pour l'Unicité et le Jihad en Afrique de l'Ouest (Mujao), un groupe dissident d’AQMI, a revendiqué l’enlèvement des diplomates algériens au consulat de Gao. Le mouvement islamique nigérian Boko Haram est également présent à Gao avec une centaine de combattants.

### Forces armées maliennes au début du conflit
L'armée malienne a installé son quartier général à Gao. Le général Gabriel Poudiougou, chef d'État-major général des armées, installé à Bamako coordonne la lutte contre la rébellion et rejoint Gao juste après le début des combats. Fidèle du président Amadou Toumani Touré, il connaît bien la région de Kidal pour y avoir été en poste. Les généraux Kalifa Keïta, chef d'état-major de l'armée de terre, et Wali Sissoko, adjoint au chef d'état-major de l'armée de l'air sont sur place à Gao, ainsi que les colonels-majors El Hadj Ag Gamou, Touareg de la tribu Imghad qui a été commandant de la région militaire de Gao et Mohamed Ould Meidou, arabe du Tilemsi, ancien commandant de la région militaire de Mopti.
Un millier d'hommes déployés fin décembre sont sous leurs ordres. Ils ont le soutien de milices arabes et touarègues ralliées aux autorités maliennes. L'armée est équipée de 4x4, de blindés de reconnaissance de type BRDM, de véhicules de transport de troupes de fabrication sud-africaine (RG-31 Nyala) et de blindés légers ainsi que de deux hélicoptères de combat Mil Mi-24, entretenus et pilotés, pour certains, par des Ukrainiens, et d'avions de reconnaissance. Les États-Unis fournissent un léger soutien logistique aux forces armées et à la population civile. Certains militaires maliens touaregs ont déserté et ont rejoint le MNLA, comme le lieutenant-colonel Mbarek Ag Akly, le colonel Iba Ag Moussa ou le colonel Hassan Ag Mehdi, haut fonctionnaire au ministère malien de la Défense.

### Problématiques d'alliance des organisations MNLA et Ansar Dine
Le 26 mai 2012, après trois semaines de négociations à Gao, le MNLA annonce sa fusion avec le groupe islamiste Ansar Dine. Les deux mouvements annoncent être parvenus à un accord pour déclarer l'Azawad État indépendant. Ils doivent par ailleurs constituer une armée commune chargée de sécuriser le territoire pour le peuple de l'Azawad « dans toute sa diversité ». L'éventuelle soumission des peuples de l'Azawad à l'application de la charia sera incertaine, et si oui dans quels termes juridiques, politiques et sociaux, dans le cadre d'un État déclaré islamique désormais, et non plus laïc. À Gao et Tombouctou, le 25 mai au soir de la signature, l'accord a été accueilli par des tirs en l'air. Ainsi MNLA et Ansar Dine souhaiteraient mettre leurs forces en commun pour former le Conseil transitoire de l'État islamique de l'Azawad. « Le mouvement Ansar Dine et le MNLA proclament leur auto-dissolution dans l'Azawad. Les deux mouvements créent le Conseil transitoire de l'État islamique de l'Azawad », selon le protocole d'accord entre le mouvement indépendantiste et le groupe islamique.
Cependant, le 29 mai 2012, le MNLA exprime son désaccord, le document final ayant été modifié après la signature. Le différend porte notamment sur l'ajout à l'insu du MNLA de l'application de la « charia » dans le nouvel Azawad. Le 2 juin, les consultations entre des responsables du MNLA et ceux d'Ansar Dine auraient repris, après une rupture concernant les problématiques de la charia revendiquée par Ansar Dine dans le texte de l'accord du 26 mai, considéré le 1er juin par le bureau politique et le bureau exécutif du MNLA, comme étant trop radical et contraire à ses valeurs, car il y serait question d'État islamique entièrement fondé sur le Coran, et sur la sunna. Des dirigeants du MNLA redoutent dès lors de voir partir des combattants, notamment les plus jeunes, vers Ansar Dine, plus riche et plus fort. Piégé dans les contradictions de ces problématiques, le mouvement indépendantiste semblerait prêt à prendre ce risque, pour se présenter auprès de la communauté internationale comme un partenaire crédible dans la lutte contre les terroristes islamistes notamment AQMI, et ce malgré une éventuelle diminution du nombre de ses combattants, et donc de ses capacités armées effectives, indispensables à ces objectifs de reconnaissance mondiale, pour un Azawad libre, indépendant et laïc.
Le 4 juin 2012, par un communiqué, le MNLA fait le point sur ses relations avec Ansar dine et réaffirme ses positions. Il se démarque officiellement du groupe islamiste, et annonce vouloir instaurer un conseil provisoire du territoire de l'Azawad, pour diriger ce territoire avec toutes les communautés originaires du nord du Mali, comme les Songhaï, Peuls et Arabes cherchant leur place dans cette nouvelle dynamique régionale. Le processus de rapprochement entre le MNLA et Ansar Dine, tel que prévu par le protocole d'accord signé le 26 mai, est bien suspendu, selon une déclaration de Bilal Ag Cherif, secrétaire général du MNLA, qui confirme la volonté de formation rapide d'un gouvernement contrôlé par son mouvement. Il annonce aussi que le MNLA étudiera, après la mise en place de cette instance propre, les possibilités d'un autre accord avec Ansar Dine avec qui les discussions sont interrompues, car des divergences subsistent apparemment encore sur les formes d'application, actuelles et à venir, de la charia. Bilal Ag Cherif déclare notamment à RFI : « Nous, les gens de l'Azawad, nous avons notre propre compréhension de l'islam et nous n'acceptons aucune idée qui soit étrangère à l'islam que pratiquent nos populations » ; « Ce que nous voulons c'est que nos chefs religieux s'occupent de la charia, et personne d'autre ». Il ne s'agirait pas encore d'une rupture, mais une distanciation officielle entre les deux mouvements est bien réaffirmée par un cadre du MNLA : « On veut éviter un conflit militaire avec les gens d'Ansar Dine » ; « On se respecte mais nous avons décidé de prendre nos responsabilités ». Le MNLA attend toujours qu'Ansar Dine se démarque réellement d'AQMI.

## Conflit

### Avant le coup d'état

Carte de la rébellion touareg dans l'Azawad, le nord du Mali, indiquant les attaques des rebelles en 2012.

#### Janvier
Le 17 janvier 2012, des combattants du Mouvement national pour la libération de l'Azawad (MNLA) attaquent les troupes de l'armée malienne à Ménaka dans le nord du Mali. Les bilans humains sont contradictoires selon les sources,. Le 18 janvier, des combattants du MNLA attaquent les camps militaires situés à Aguel'hoc et Tessalit. Dans la nuit du 19 au 20 janvier 2012, selon des sources concordantes citées par l'Agence France-Presse, l'armée malienne reprend le contrôle des trois villes attaquées par le MNLA.
Le 24 janvier, les combats reprennent avec les attaques par le MNLA, qui aurait été soutenu par le groupe salafiste Jamâa Ansar Dine d’Iyad Ag Ghaly, de plusieurs villes du nord-est du Mali: Aguel'hoc, Andéramboukane et Léré. Les rebelles reprennent la ville d'Aguel'hoc. Pour la première fois, des membres d'Al-Qaïda au Maghreb islamique (Aqmi) et des rebelles du MNLA auraient attaqué conjointement. Cependant, le 27 janvier, le MNLA dément toute collaboration avec le groupe terroriste lors de l'attaque d'Aguel'hoc.
Le 26 janvier, les rebelles touaregs attaquent les campements militaires d'Andéramboukane, à la frontière avec le Niger, puis de Léré, proche de la frontière mauritanienne,,. Le 30 janvier, le général Gabriel Poudiougou qui avait déplacé son quartier général à Gao pour être au plus près des combats, est rappelé à Bamako auprès du président. Le 31 janvier, des combats ont lieu à Niafunké.

#### Février
Le 2 février, le président procède à un remaniement ministériel du Gouvernement de Cissé Mariam Kaïdama Sidibé : le général Sadio Gassama, précédemment ministre de la Sécurité intérieure et de la protection civile, est nommé ministre de la Défense et des Anciens combattants, laissant sa place à Natié Pléa, précédemment ministre de la Défense et des anciens combattants,. Le même jour débutent à Alger des négociations entre le gouvernement malien, représenté par Soumeylou Boubèye Maïga, ministre des Affaires étrangères et des délégués de Alliance démocratique du 23 mai pour le changement, dont des membres combattent aux côtés du MNLA. L'Alliance du 23 mai rassemble d'ex-rebelles touaregs qui, après avoir repris les armes en mars 2006, avaient signé avec le gouvernement malien, sous l'égide de l'Algérie, des accords de paix dits « accords d'Alger ».
Dans la nuit du 3 au 4 février, des tirs à l'arme lourde ont été entendus dans la ville de Kidal, dont les rebelles tentent de prendre le contrôle. Le 4 février, le gouvernement malien et l'Alliance démocratique du 23 mai pour le changement, lance depuis Alger un appel urgent au cessez-le-feu. Bilal Ag Cherif, secrétaire général du MNLA déclare dans une interview au journal arabophone algérien El Khabar ne pas être concerné par cet appel au cessez-le-feu.
Le 6 février, après 3 semaines d'affrontement et alors que les combats ont cessé depuis 48h, deux localités (Ménaka et Léré) seraient sous le contrôle des insurgés sur les six attaquées (Tessalit, Andéramboukane, Niafunké, Aguel'hoc, Ménaka et Léré). La ville de Léré servirait de base opérationnelle pour l’occupation du Sahel. Le 6 février, les rebelles font évacuer les populations de la ville de Tessalit (environ 4 000 personnes) vers des campements en brousse, à Abamco, Savohak, Efali (Terist) et Assowa afin d'éviter qu'elles ne soient victimes des conflits. La situation sanitaire est préoccupante et fait l'objet d'une mission de la Croix-Rouge le 7 février.
Le 7 février, le MNLA attaque tôt le matin le poste militaire de Tinzawatène, situé à quelques kilomètres de la frontière algérienne. L'armée malienne repousse les assaillants. Mais le 8 février, après deux jours de combat, le MNLA prend le contrôle de Tinzawatène. Une source malienne confirme que « l'armée s'est retirée du camp et s'est repliée du côté algérien de la frontière, mais c'est un repli stratégique »,.
Le 10 février, l'armée malienne effectue des bombardements, via 5 hélicoptères, des positions rebelles situées à 15 km de la ville de Kidal. Le 11, le MNLA affirme qu'un convoi de l’armée malienne, sous les ordres du Colonel-Major Alhaji Ag Gamou, qui a quitté les villes de Kidal et d’Anefif en direction de Tessalit a subi une embuscade au niveau de Tinsalane. Le 12 février, l'armée malienne reprend le contrôle de Léré, sans qu'il y ait de combat et selon RFI, sous les applaudissements de la population. Elle remet en état l'un des réseaux de téléphonie détruit par les rebelles. Le 13 et le 14 février, des violents combats opposent les renforts de l’armée malienne aux combattants du MNLA à plusieurs kilomètres de la ville de Tessalit. L’armée malienne affirme être entrée en ville et que les militaires du camp militaire, situé à 6 km au nord de la ville ont pu être ravitaillés, ce que dément le MNLA qui assure encercler le camp. Le 14 février, Soumeylou Boubèye Maïga, ministre malien des affaires étrangères, a déclaré dans une interview à Radio France internationale que le Mali restait « ouvert au dialogue (…) sur tout ce qui peut toucher au partage du pouvoir et sur des bases transposables à l’ensemble du pays » mais refusait « tout partage du territoire ».
Le 15 et le 16 février, les combats continuent entre les rebelles et l'armée malienne pour le contrôle de Tessalit. Les autorités maliennes évoquent une centaine de morts parmi les rebelles ainsi que 50 prisonniers alors que Moussa Ag Acharatoumane, porte-parole du MNLA dément toutes pertes dans ses rangs. Le 16 février, les rebelles du MNLA reprennent la ville de Léré, l'armée malienne s'étant repliée en direction de Nampala. Le 17 février, le MNLA attaque vers 1h30 du matin avec deux voitures le camp militaire Fihroun Al Ansary de Gao. Le 18 février, des combattants du MNLA attaquent deux localités situées dans la région de Mopti. À Hombori, ils ont attaqué la gendarmerie qui a été saccagée et pillée. Moussa Balogo Maiga, chef du village aurait été tué, peut-être par méprise les rebelles cherchant en réalité le chef de la gendarmerie. Le MNLA a réfuté cet assassinat en déclarant dans un communiqué « le chef de village de Hombori a été assassiné par les services de la gendarmerie malienne pour renforcer sa campagne de désinformation et d’intoxication ». À Youwarou, le MNLA a attaqué le village, enlevant un soldat de la garde nationale et sabotant le réseau téléphonique.
Le 25 février, un combat s'engage entre le MNLA et l'armée malienne, tout près de la frontière avec le Burkina Faso et le Niger. D'après le MNLA, l'affrontement dure de 15h à 19h, deux voitures de l'armée sont détruites et plusieurs soldats maliens sont tués, à la tombée de la nuit, les indépendantistes déclarent encercler le convoi,.
Le 29 février, les affrontements reprennent entre l'armée malienne et les rebelles du MNLA autour de Tessalit. Le 1er mars 2012, l'armée malienne effectue plusieurs raids contre des positions du MNLA. L'enjeu du combat est le contrôle du camp militaire situé à une quinzaine de kilomètres de la ville de Tessalit et de sa piste de décollage. L'armée malienne contrôle le camp militaire mais est encerclée par les rebelles du MNLA. L'armée cherche à envoyer du renfort et le MNLA tente d'empêcher que les renforts arrivent au camp militaire. Des combats ont eu lieu le samedi 3 et le dimanche 4 mars. Selon le MNLA, les renforts maliens auraient quitté la zone en abandonnant d'importants moyens militaires, informations démenties par l'armée.

#### Mars
Le Comité international de la Croix-Rouge (CICR) a annonce le 1er mars la remise aux autorités maliennes de trois militaires maliens retenus en otage par le MNLA, cinq autres soldats étant encore retenus. Le 2 mars 2012, des rebelles touaregs enlèvent trois militaires maliens et emportent quatre véhicules de service dans la localité de Ténenkou dans la Région de Mopti, selon une déclaration d'Ely Touré du gouvernorat de Mopti à l'Agence France-Presse, confirmée par un élu local. Selon des informations recueillies le 3 mars par l'Agence France-Presse, un avion militaire américain a largué des vivres aux militaires maliens qui tiennent le camp de Tessalit.
Dans la nuit du 10 au 11 mars, le MNLA prend le contrôle du camp militaire de Tessalit. Selon les camps, les versions divergent. Pour le MNLA, la prise du camp militaire fait suite à un combat gagné par le MNLA alors que l’armée malienne parle d’un retrait stratégique et d’une évacuation du camp militaire afin de mettre à l’abri les populations civiles qui y avaient trouvé refuge. Le lieutenant Broulaye Guissé affirme avoir retiré « nos troupes pour éviter des massacres de civils par les rebelles et Al Qaïda au Maghreb islamique », ce retrait s’étant effectué sans combat et qu’il « n’y a donc pas eu ni blessés, ni morts dans un camp comme dans l’autre ». Le ministre de la Défense et des Anciens Combattants précise dans un communiqué que face aux agressions à répétition des assaillants, « composés des combattants dits du Mouvement national de libération de l’Azawad (MNLA), d’AQMI, d’Ansar Dine, des trafiquants de drogues et des renforts venus de divers horizons », le commandement militaire a décidé « l’évacuation temporaire du Camp de Tessalit » et « l’organisation de convois d’évacuation et d’escorte des civils vers d’autres garnisons ». Baye Ag Diknan, officier du MNLA, affirme à RFI avoir « pris le camp à la suite d'assauts successifs », où le MNLA avait engagé près de 600 combattants. Le MNLA affirme qu’il y a eu des morts côté malien et que des soldats maliens ont été faits prisonniers ainsi que leurs familles, et que du matériel militaire (« des mortiers, lance-roquettes, mitrailleuses et même des blindés ») a été récupéré.
Le 12 mars, un convoi du Comité international de la Croix-Rouge (CICR) qui se rend à Tessalit pour porter secours aux civils est intercepté et bloqué par des hommes en armes. Le MNLA qui contrôle la ville assure ne pas être responsable de cette interception. Le 13 mars, dans une vidéo adressée à l’Agence France-Presse, le mouvement islamique Ansar Dine, créé par Iyad ag Ghali, figure des rébellions touareg des années 1990 au Mali, revendique la prise du camp d’Aguel’hoc fin janvier et appelle à l'application de la charia au Mali. La prise de ce camp, le 24 janvier, avait également été revendiquée par le MNLA. Le 14 mars, des rebelles attaquent la localité de Diré où ils emportent quatre véhicules appartenant aux services de l’État, puis la localité de Goundam où ils emportent deux véhicules et enlèvent deux policiers et un gendarme.
Le 18 mars 2012, le mouvement Ansar Dine, qui déclare contrôler les localités d’Aguel’hoc et de Tessalit, a appelé à l’application de la Charia par la lutte armée. La localité de Tessalit a également été revendiquée, lors de sa prise le 11 mars, par le MNLA. Le 20 mars, le mouvement Ansar Dine affirme dans un communiqué contrôler l’Adrar des Iforas, au nord-est du Mali et occuper Tinzawaten, Tessalit et Aguel’hoc. Il annonce vouloir remettre 110 prisonniers civils et militaires au Haut conseil islamique du Mali. Ansar Dine affirme contrôler la localité de Tinzawaten, prise et revendiquée précédemment par le MNLA le 8 février.

### Coup d'État militaire
Dans la nuit du 21 au 22 mars, un coup d'État militaire renverse le président malien Amadou Toumani Touré. Le lieutenant Amadou Konaré, porte-parole du Comité national pour le redressement de la démocratie et la restauration de l’État (CNRDR), présidé par Amadou Sanogo, annonce la suspension de la constitution et la dissolution des institutions de la République. Il justifie le coup d’État par « l'incapacité du gouvernement à donner aux forces armées les moyens nécessaires de défendre l'intégrité de notre territoire national ».

### Chute du Nord-Mali

#### Fin-mars
Le 22 mars, le MNLA prend possession du camp militaire d'Anéfif, abandonné par l'armée malienne qui s'est retirée à Gao. Le 25 mars, selon une source citée par RFI, le colonel de l’armée malienne Malick Ag Acherif et trente de ses hommes auraient déserté et rejoint le MNLA. Des affrontements meurtriers ont opposé le MNLA et un convoi de l’armée appuyé par un groupe songhaï, le Ganda Izo, entre Ansongo et Ménaka. Le 26 mars, le MNLA encercle la ville de Kidal. Des combattants du mouvement Ansar Dine seraient également sur place. Un cadre du MNLA réaffirme qu'il n'y a pas de liens entre les deux entités, reconnaissant que cette situation est ambigüe. Le MNLA affirme avoir proposé au gouverneur de Kidal et au colonel Gamou de favoriser la reddition de l'armée afin d’éviter une effusion de sang. Le 27 mars, une délégation de la communauté arabe bérabiche de Tombouctou a rencontré des responsables du MNLA pour leur demander de renoncer à leur projet d’attaque de Tombouctou. Le MNLA leur a demandé de chasser les soldats maliens de la ville ou de les laisser le faire ou alors de se préparer à une attaque du MNLA. La communauté arabe bérabiche a choisi de résister.
Le 29 mars, le MNLA, soutenu selon un militaire malien joint par l'AFP, par Ansar Dine attaquent conjointement la ville de Kidal, le mouvement touarègue par le nord, le groupe armé islamique par le sud. Le 30 mars, Ansar Dine et le MNLA s'emparent de la ville et de la garnison de Kidal. les forces gouvernementales se replient sur Gao à 350 km au sud. Le camp de la garde nationale et des maisons d'officiers ont été pillés. Le gouverneur de la région, le commandant de zone de l'armée, le colonel des unités spéciales et le chef de la gendarmerie sont prisonniers. Des témoins affirment que des éléments d'AQMI ont participé aux combats. L'armée a annoncé avoir évacué les localités d'Ansongo et de Bourem pour se regrouper et renforcer ses positions à Gao. Amadou Haya Sanogo, chef de la junte qui a renversé la président Amadou Toumani Touré déclare que « Les rebelles continuent à agresser notre pays et terroriser nos populations (…) notre armée a besoin du soutien des amis du Mali ».
Le 31 mars, Alassane Ouattara, président de la Côte d’Ivoire et président en exercice de la Cédéao a déclaré que l’organisation ouest-africaine avait « mis en alerte les forces d'attente au sein de la Communauté économique des États de l'Afrique de l'Ouest », qui compte 2 000 hommes, afin de « préserver à tout prix l'intégrité territoriale du Mali » tout en souhaitant « éviter la guerre ». Au stade omnisports Modibo-Keïta à Bamako, un rassemblement est organisé qui accueille 25 000 personnes, musulmanes, catholiques et protestantes, afin de prier pour la paix et l’unité du pays. Mahmoud Dicko, chef du Haut conseil islamique du Mali et Monseigneur Jean Zerbo, archevêque de Bamako y participent. Toujours au 31 mars, le MNLA s'empare de Gao, ainsi que de la ville de Sango sur la frontière avec le Niger. Le colonel-major Elhadj Ag Gamou, ancien chef de commandement des troupes maliennes dans la région de Kidal, annonce rejoindre le MNLA. Le 11 avril 2012 il est révélé que ce « ralliement » ne fut que tactique afin de permettre l'exfiltration d'une partie de ses combattants, Ag Gamou craignant sur eux une vengeance par Ansar Dine. Le colonel-major Elhadj Ag Gamou confirme qu'il reste fidèle à l'État malien.

#### Avril
Le 1er avril, la junte militaire ordonne à l'armée malienne de cesser les combats et de laisser la ville de Gao « ouverte »,. Les rebelles pénètrent dans Tombouctou. Un civil a été tué par un éclat d’obus reçu au ventre. Selon des témoins joints par l’AFP, des scènes de pillages ont été observées, le directeur d’une succursale de banque a dénoncé le pillage du trésor, des banques, de la police, du gouvernerat et de l’hôpital. Des pillages des bâtiments publics ont également été signalés à Gao. L’agence France-Presse rapporte des témoignages d’un fonctionnaire affirmant que le siège du Comité international de la Croix-Rouge a été pillé tout comme des banques et le Trésor, et d’un hôtelier affirmant que son hôtel a été détruit tout comme des bars par des hommes barbus criant « Dieu n’aime pas l’alcool ». Radio Vatican annonce que l’église catholique de Gao a été détruite et que des chrétiens ont été physiquement menacés et ont dû fuir la ville.
À cette date, le MNLA et Ansar Dine, allié avec Al-Qaida au Maghreb islamique (AQMI), contrôlent les localités du nord du Mali.
Le 2 avril, le bureau politique du MNLA déclare « Nous rassurons les États voisins, les populations de la sous-région et la Communauté Internationale que la libération de l’Azawad contribuera à renforcer la sécurité, le développement et la paix pour une meilleure intégration des peuples, des cultures et une meilleure stabilité dans la zone saharo-sahélienne ». Amnesty International dénonce les exactions et violations des droits de l’Homme commises dans les villes du nord, notamment à Gao, et interpelle « les groupes armés touaregs et islamistes qui ont pris les villes de Kidal, Gao et Tombouctou (et qui) sont tenus de protéger les populations civiles dans les zones sous leur contrôle ».
L’Agence France-Presse annonce que le mouvement Ansar Dine a pris le contrôle de Tombouctou le 2 avril et en a chassé les combattants du MNLA. Dans un communiqué publié le 4 avril, le MNLA dément, considérant « les dépêches de l’AFP (Agence France Presse), reprises à travers le monde, comme une campagne d’intoxication et de désinformation » et affirme « qu’il tient sa position dans la ville de Tinbouctou et toutes les autres villes de l’Azawad ». Des témoins cités par Associated Press relatent la prise de la ville par les islamistes d’Ansar Dine qui ont hissé leur drapeau noir.
Le 3 avril, trois chefs d’AQMI, Abou Zéïd, Mokhtar Belmokhtar et Yahya Abou Al-Hammam ont été signalés à Tombouctou où ils auraient participé à une rencontre avec Iyad Ag Ghaly (chef d’Ansar Dine) et les imans de la ville. Le 4 avril, le MNLA annonce mettre fin unilatéralement aux opérations militaires à compter du 5 avril à minuit (TU). Dans une interview publié sur un blog consacré au peuple amazigh, Mossa Ag Attaher, chargé de communication du MNLA, veut se démarquer une nouvelle fois d’Ansar Dine en déclarant que « le MNLA a pour objectif la constitution d'un Azawad indépendant et démocratique, distinct de l'État malien. De plus, l’État azawadien qu'envisage le MNLA sera laïc. Nous garantissons une liberté de culte totale à tout citoyen azawadien ». Le Conseil de sécurité des Nations unies a adopté une déclaration condamnant les attaques et les pillages auxquels se livrent les rebelles : « Il demande aux rebelles de cesser immédiatement toute violence et exige de toutes les parties au Mali qu'elles s'emploient à trouver une solution pacifique grâce au dialogue politique »,.
Le 5 avril, le consulat d’Algérie à Gao est attaqué par les rebelles islamiques. Le consul et six autres diplomates algériens sont enlevés. Le Mouvement pour l'Unicité et le Jihad en Afrique de l'Ouest (Mujao) revendique l’enlèvement. Le MNLA condamne cette attaque ainsi que les enlèvements et les actes d'agressions et de vandalisme. Le 6 avril 2012, par un communiqué publié sur son site, le MNLA déclare proclamer « irrévocablement, l’État indépendant de l’Azawad à compter de ce jour »,,. Immédiatement, l'Union africaine rejette « totalement la prétendue déclaration d'indépendance ». Jean Ping, président de la commission de l'Union africaine condamne « fermement cette annonce, qui est nulle et sans aucune valeur » et affirme que « l'Union africaine et ses États membres ne ménageront aucun effort pour contribuer à rétablir l'autorité de la République du Mali sur l'ensemble de son territoire national et mettre un terme aux attaques perpétrées par des groupes armés et terroristes dans la partie nord du pays ». Alain Juppé, ministre français des Affaires étrangères déclare que le France refuse d’accepter « la déclaration unilatérale d'indépendance qui a été faite par l'un des mouvements qui animent aujourd'hui ce qui se passe dans le nord du Mali, le MNLA » ajoutant que « La France est attachée à l'intégrité territoriale du Mali, il n'est pas question de remettre en cause la souveraineté de ce pays ». L’Union européenne rejette cette indépendance.
Elhadji Baba Haïdara, député de Tombouctou a réagi dans un entretien publié sur le site internet du journal Jeune Afrique à la proclamation de l’indépendance par le MNLA en déclarant « comment pouvez-vous demander l’indépendance d’une zone sans être mandatés par sa population ? S’il y a quelqu’un qui doit demander quelque chose au nom de cette population, ce sont les personnes élues par la population à l’Assemblée nationale. Les Touaregs ne constituent pas 10 % de la population du Nord-Mali. C’est l’ethnie la plus minoritaire. On ne peut pas proclamer d'indépendance dans ces conditions ». Il craint « la transformation du Nord-Mali par Aqmi en un nouvel Afghanistan, avec des groupes comme Ansar dine, Boko Haram… ».
Le 8 avril, un nouveau groupe armé rebelle annonce sa création : le Front de libération nationale de l'Azawad. Composé quasi exclusivement d’Arabes de la région de Tombouctou, il est dirigé par un secrétaire général Mohamed Lamine Ould Sidatt, élu de la région, et par un état-major militaire, commandé par le lieutenant-colonel Housseine Khoulam, qui a fait défection de l'armée malienne. Il se fixe comme objectif « la libération de l'Azawad, l'instauration d'un climat de confiance entre ses communautés », « la sécurisation des personnes et des biens » et « l'instauration d'un cadre de dialogue pour une paix durable ». Depuis le Consulat du Mali à Niamey (Niger), le colonel Gamou lance « un appel solennel à tous les Maliens ! À tous les nordistes en particulier, de se donner la main, d’avoir le courage, d’avoir le moral, pour reconstruire en cœur le Mali et le Nord ! ». Sadou Harouna Diallo, maire de Gao, dénonce les exactions des rebelles : « On ne vole pas son peuple ! Quand on veut faire une République on ne pille pas ! On ne détruit pas ce qui est fait depuis cinquante-deux ans ! Dans les trois régions du Mali, on est revenu à cinquante-deux ans en arrière ! Celui qui veut un peuple, tu le fais avec des hommes et des femmes ! Tu ne les viole pas ! ».
Le 13 avril 2012, le MNLA publie sur son site internet un communiqué assurant le soutien « indéfectible et sans condition » de la communauté Kountas « à la libération de l'Azawad ».

#### Mai
Deux mois après le coup d'État, les autorités de transition peinent à restaurer l’intégrité territoriale du Mali. Le 21 mai, le président de transition Dioncounda Traoré est agressé et blessé à Bamako par des manifestants. Il est temporairement conduit à Paris pour des examens médicaux.
Le 20 mai, un accrochage oppose des gendarmes maliens avec un groupe de combattants du MNLA. Les indépendantistes finissent par repartir avec leurs deux véhicules, ils se replient sur Tombouctou. Selon les Maliens, le bilan serait de 5 blessés pour les gendarmes et 3 tués pour le MNLA,.
Le 24 mai, des rencontres sont organisées à Tombouctou entre les principaux responsables d'Ansar Dine et d'AQMI.
Son chef Abdelmalek Droukdel conseille à ses combattants d'imposer « graduellement » la charia pour y « réussir la création d'un État islamique » dans un message rendu public.
Le 26 mai 2012, Ansar Dine et le MNLA signent un « protocole d'accord » et le lendemain annoncent leur fusion dans un document transmis à l'AFP. Celui-ci indique que « le mouvement Ansar Dine et le MNLA proclament leur auto-dissolution dans l'Azawad. Les deux mouvements créent le Conseil transitoire de l’État islamique de l'Azawad ». Mais 24 heures après sa signature, l'accord est rompu par les cadres du MNLA.

#### Juin
Le 25 juin, un enseignant et élu local de Gao, Idrissa Oumarou, assez apprécié localement, est abattu par des inconnus à moto, alors qu'il rejoignait son domicile dans un quartier de la ville. Le 26 juin à Gao, des centaines d'habitants, soi-disant majoritairement songhaïs et peuls, ont marché contre les groupes armés qui occupent la ville. Cette manifestation d'une foule en colère, suivant les obsèques d'Idrissa Oumarou, se termine par une douzaine de blessés par balles, dont deux gravement à la tête. Le MNLA est accusé par des manifestants d'être à l'origine des tirs, mais réfutant cela, le mouvement indépendantiste touareg reporte la faute sur le MUJAO, l'incertitude demeurant encore au sujet de ces responsabilités. Ainsi se traduit violemment l'ambiance extrêmement tendue à Gao entre le MNLA et le MUJAO, visant le contrôle de la ville et opprimant sa population, cernée par les groupes armés dominants actuels et insurgée contre l'insécurité urbaine sévissant depuis leur arrivée à la fin mars 2012.
Le 27 juin au matin, d'intenses combats se déroulent à Gao dans plusieurs quartiers, opposant directement pour la première fois dans la ville, le MNLA aux groupes islamistes, notamment le MUJAO (Mouvement pour l'Unicité et le Jihad en Afrique de l'Ouest) un groupe dissident d’AQMI, et Ansar Dine. Les islamistes radicaux du MUJAO auraient rapidement pris l'avantage et encerclé le quartier général du MNLA, siège de son conseil transitoire de l'Azawad situé à l'ancien gouvernorat de la ville, puis l'ont pillé et vidé après en avoir violemment délogé les indépendantistes touaregs, qui ont fui la ville et même le camp militaire situé à son entrée. Le MNLA reconnait avoir perdu cette bataille, mais resterait cependant déterminé à continuer le combat, alors que le bilan provisoire de cet affrontement serait lourd : au moins vingt morts et des dizaines de prisonniers. De plus, le secrétaire général du MNLA, Bilal Ag Acherif, aurait été blessé et évacué à Ouagadougou au Burkina Faso pour y être soigné, et un de ses hauts responsables, le colonel Bouna Ag Tahib, serait mort. Selon les affirmations, ce 27 juin au soir, de Mahamadou Djeri Maïga, un des responsables du MNLA réclamant l'aide de la communauté internationale, des combattants d'AQMI auraient combattu auprès du MUJAO, et un des chefs d'AQMI, Moktar Bel Moktar, aurait organisé l'attaque avec tout leur arsenal de guerre. Gao est désormais sous le contrôle exclusif du MUJAO, le MNLA ayant abandonné ses positions dans la ville, qui a retrouvé le calme le 27 juin au soir.
Dans les premiers jours de juillet, sept des mausolées de Tombouctou classés quelques jours auparavant sur la liste du patrimoine mondial par l'UNESCO, sont détruits par des combattants d'Ansar Dine,.
En août 2012, les islamistes du MUJAO proclament l'interdiction de diffuser toute musique profane sur les radios privées installées dans le nord du Mali.
Fin août, les islamistes avancent vers le Sud en prenant Douentza.

#### Suites
Le jeudi 3 janvier 2013, un groupe de combattants du MNLA attaque des hommes de la milice loyaliste songhaï Ganda-Izo. L'affrontement a lieu dans le village de Hourara dans la commune rurale de Ouattagouna, à 25 kilomètres de Labbezanga. La fusillade commence à 18 heures et dure quatre heures. Finalement les rebelles se replient, emportant plusieurs blessés tandis que le commandant des miliciens affirme que deux de ses combattants ont été tués. Ce dernier, Ibrahim Diallo, déclare « Effectivement, nous avons eu un accrochage avec le MNLA dans la zone de Karou Gourma, non loin du village de Fafa. Quand le MNLA a appris que nous avions des combattants là-bas, ils sont venus les attaquer. Mais nos hommes ont tenu, malgré 2 morts dans nos rangs. C’est vous dire que nous sommes prêts, mais que ce sont les moyens qui nous manquent. Nous n’avons pas d’armes. Nous nous débrouillons avec les moyens du bord. Pourtant, nos combattants sont motivés et ont beaucoup de courage. Ce sont seulement les moyens qui manquent ».

## Réactions

### Réactions nationales

#### Réactions politiques
Réunie en séance plénière le 18 janvier 2012, l'Assemblée nationale adopte une résolution condamnant les attaques menées dans le nord du Mali et réaffirmant son attachement à l’intégrité du territoire.
Le 21 janvier 2012, Ibrahim Boubacar Keïta, président du Rassemblement pour le Mali et candidat à l'élection présidentielle malienne de 2012, appelle lors d'un meeting à Mopti à l’unité nationale derrière un front républicain réunissant tous les patriotes, car « le Mali doit rester un et indivisible ». Le 29 janvier à Tombouctou, au cours de la conférence régionale du Rassemblement pour le Mali (RPM), il déclare que les attaques de Menaka, Tessalit, Aguel'hoc, Andéramboukane et Léré, menées par le MNLA sont des « actes de trahison, par ceux-là mêmes qui ont été accueillis à bras ouverts à leur retour de Libye ». L'ancien Premier ministre, candidat à l'élection présidentielle malienne de 2012, insiste sur « la nécessité de l’union nationale derrière le Président Amadou Toumani Touré, pour vaincre la rébellion et le terrorisme ». Il préconise l'adoption d'une loi de programmation militaire pour adapter les forces armées et de sécurité aux nouvelles menaces, et l’organisation d’Assises nationales du Nord. Le 24 janvier, à Nouakchott, capitale de la Mauritanie, Soumeylou Boubèye Maïga, ministre malien des Affaires étrangères, en marge d'une réunion sur la sécurité au Sahel rassemblant des ministres de la Mauritanie, du Mali, du Niger et de l'Algérie, déclare que « l’État malien est prêt à écouter, mais il n'est pas prêt à accepter des actions qui peuvent être de nature à menacer la stabilité et la sécurité du pays, l'unité du Mali et son indivisibilité sont garanties ».
Le 4 février, le président Amadou Toumani Touré reçoit les présidents de cinq partis politiques maliens pour s'entretenir de la situation au Nord Mali avec eux. Ils soutiennent le chef de l'État dans sa gestion de la crise, appelant à ce que le conflit se résolve dans le dialogue. La délégation es constituée de Soumaïla Cissé, Dioncounda Traoré, Tiébilé Dramé et Choguel Kokalla Maïga.
Le président a réitéré son intention de ne pas toucher au calendrier électoral. La délégation est reçue de nouveau le 10 février par le président Amadou Toumani Touré auquel ils remettent un plan d’action pour sortir de la crise au nord-Mali. Ce plan d’action est présenté lors d'une conférence de presse à la Maison de la presse de Bamako le 16 février. Il prévoit notamment un forum national pour la paix et la stabilité. Les partis politiques souhaitent le maintien du calendrier électoral, le non-respect des échéances pourraient avoir des conséquences dramatiques sur la démocratie avec l'éventualité d'un coup d'État a prévenu Dioncounda Traoré. Le 9 février, le parti d'opposition Solidarité africaine pour la démocratie et l'indépendance (Sadi) a, au cours d'une conférence de presse, réclamé la démission du président de la république Amadou Toumani Touré qu'il considère comme responsable avec son gouvernement, le Mouvement national de Libération de l’Azawad (MNLA), certains anciens militaires de Libye, AQMI et les narcotrafiquants, de la situation au nord du Mali. Il demande la nomination d'un gouvernement de quinze membres devant mettre fin à la guerre et ouvrir le dialogue avec le MNLA, assurer la sécurité dans le pays, organiser sérieusement les élections présidentielles et législatives.
Moussa Mara, candidat à l'élection présidentielle, déclare le 18 février à Ségou au cours d'une conférence de presse consacrée au thème de la sécurité « On nous a imposé une guerre, il faut donc y aller ! », promettant, s'il est élu de déployer au moins 7 000 militaires (soit le tiers des capacités de l'armée malienne) « principalement dans l’infanterie, avec une proportion appréciable de commando paras, dans l’artillerie et dans les blindés légers ». Ibrahim Boubacar Keïta a affirmé devant le deuxième congrès des jeunes du Rassemblement pour le Mali le 27 février 2012 qu'il avait « espoir de voir notre armée rétablir la sécurité sur l’ensemble du territoire, afin que les armes puissent se taire, définitivement » pour ensuite ouvrir un dialogue avec toutes les composantes de la société malienne afin de « faire le point des différents accords, pactes et autres programmes qui ont été lancés depuis 20 ans » et de redéfinir « à travers les Assises nationales du Nord, les grandes lignes d’une nouvelle gouvernance au Nord Mali ».
Cheick Modibo Diarra, président du Rassemblement pour le développement du Mali (RpDM) et candidat à l'élection présidentielle, salue, dans un communiqué de presse, les autorités et les populations des « pays frères d’Algérie, du Burkina Faso, de la Mauritanie et du Niger » pour l’accueil et l’hospitalité aux réfugiés maliens et souhaite « la cessation des hostilités pour que soient rapidement abrégées les souffrances des femmes et des enfants déplacés », soulignant que le « langage des armes est anachronique et inacceptable entre des frères qui respirent le même air et qui foulent le même sol ».
Amadou Toumani Touré, président de la république, déclare dans une interview au quotidien français Le Figaro le 15 mars 2012 que « le Mali subit les effets collatéraux de la guerre en Libye qui était devenue le magasin d'armes à ciel ouvert le plus important du monde, le moins cher et le mieux achalandé. À la chute du régime de Kadhafi, les ressortissants originaires du Mali qui avaient combattu pour l'ancien régime sont rentrés avec armes et bagages au pays de leurs ancêtres. Ces combattants aguerris sont près d'un millier. Ils sont équipés de véhicules blindés légers, d'artillerie, de canons antiaériens, de fusées SAM7, de mitrailleuses lourdes, de moyens de transmission, de munitions. Nous avons proposé d'installer ce contingent dans des zones de cantonnement en les aidant. Surarmé, le MNLA s'est jeté de manière unilatérale dans une guerre inutile ». Il se déclare ouvert au dialogue mais « il n'est pas question d'envisager une indépendance » du Nord-Mali.
Le 10 mars, le candidat de l’Union pour la république et la démocratie à l’élection présidentielle, Soumaïla Cissé, au cours de la conférence nationale des jeunes de son parti, condamne les « actes barbares perpétrés contre la République par les rebelles du MNLA » et prend l’engagement de « préserver, jusqu’à (son) dernier souffle, l’intégrité du territoire ».

#### Réactions de la société civile malienne
Le Collectif des ressortissants du nord Mali (COREN), présidé par Malick Alhousseïni Maïga, tient son assemblée générale le 26 février 2012 au centre international des conférences de Bamako en présence de deux anciens Premiers ministres Ousmane Issoufi Maïga et Ahmed Mohamed Ag Hamani, et des anciens ministres Younouss Hamèye Dicko, Amadou Abdoulaye Diallo et Mohamed Ag Erlaf. L'ordre du jour porte sur l'organisation de la solidarité en faveur des victimes de la guerre et sur le retour à la paix et à la sécurité sur l'ensemble du territoire. Le Coren adopte un plan d'action dont l'« objectif est de restaurer l’État et son autorité sur l’ensemble du territoire » nécessitant pour l'État malien de « récupérer et restaurer l’autorité dans les zones occupées et/ou évacuées ; défendre les localités sous menaces y compris en faisant la guerre aux assaillants (rebelles) ; permettre le retour des populations et assurer leur sécurité ».
Le 10 mars, « à l’appel des confessions religieuses musulmanes et chrétiennes, des représentants de plusieurs associations et coordinations dont les centrales syndicales et les familles fondatrices de Bamako », un rassemblement est organisé au Centre international de Conférences de Bamako, en présence notamment de l’Imam Mahmoud Dicko, Président du Haut conseil islamique du Mali, de Monseigneur Jean Zerbo, archevêque de Bamako et de Ahmed Mohamed Ag Hamani, ancien Premier ministre. Mahamoud Dicko a déclaré : « Nous, Forces Vives de la Nation, appelons nos compatriotes qui ont pris les armes à un cessez-le-feu immédiat et sans préalable afin de préserver des vies maliennes et d'engager, sans délai, le dialogue avec les pouvoirs publics ».
Le 17 mai 2012, Aliou Diallo s'est adressé aux groupes armés du Nord, notamment aux Ansar Dine et MNLA, aux membres du gouvernement malien de transition ainsi qu'aux représentants du CNRDRE à travers les médias maliens. Il a lancé un appel urgent pour la paix au Mali.

#### Réactions de la presse
Pour la presse malienne, les rebelles du MNLA sont qualifiés de terroristes ou de bandits armés,.
La presse malienne condamne l'attitude de la France, perçue comme une ingérence de la France et un soutien de fait au MNLA. Ainsi, le journal 26 mars affirme après les déclarations du ministre français des Affaires étrangères Alain Juppé le 7 février 2012 que la France « offense le Mali » en considérant qu'« attaquer à l’arme lourde et en surnombre de petites localités et des poignées de soldats, tuer, mutiler, voler, piller et détruire des biens publics et privés » seraient « des succès militaires ».

### Réactions africaines

#### CEDEAO
Les chefs d'État et de gouvernement de la Communauté économique des États de l'Afrique de l'Ouest (CEDEAO) réunis à Abuja (Nigeria) les 16 et 17 février 2012 expriment « leurs profondes préoccupations face à la détérioration de la sécurité et de la situation humanitaire dans la région du Sahel, notamment au Mali et au Niger », condamnent la rébellion du MNLA et apportent leur « appui sans réserve aux efforts déployés par le Mali pour défendre son intégrité territoriale ».
Le 19 mars, Désir Kadre Ouedraogo, président de la Commission de la CEDEAO, a annoncé dans un communiqué que « La CEDEAO envisage, dans les prochains jours, de lancer un processus de médiation au Mali, dans le cadre d'un accord de cessez-le-feu général, qui vise à regrouper toutes les parties prenantes autour de la table des négociations pour parvenir à une solution pacifique à la crise » tout en confirmant son soutien au gouvernement malien pour « préserver sa souveraineté et son intégrité territoriale et à pérenniser l'ordre constitutionnel dans le pays ».
Le 28 mars, les chefs d’États de la Cédéao réunis à Abidjan (Côte d'Ivoire) décident, après avoir suspendu le Mali de l’organisation afin de sanctionner les putschistes, de condamner une nouvelle fois les attaques du MNLA et précise que si elles se poursuivent, « la conférence prendra toutes les mesures nécessaires pour mettre fin à la rébellion et veillera à préserver l’intégrité territoriale du Mali, y compris l’utilisation de la force ». Le président burkinabé Blaise Compaoré est nommé médiateur de la crise malienne avec pour mission « d’établir des contacts avec toutes les parties concernées en vue de les engager dans un dialogue fructueux pour le rétablissement de la paix dans le pays »,.

#### Union africaine
Jean Ping, président de la commission de l'Union africaine condamne le 18 janvier 2012 « avec la plus grande fermeté » ces attaques et assure « le plein soutien de l'Union africaine aux efforts du gouvernement malien, ainsi qu'aux mesures prises par lui, pour faire face à la situation et restaurer immédiatement la paix et la sécurité dans les zones concernées ».
Le 18 février, quatorze chefs d'État africains se réunissent à Cotonou dans le cadre d'un mini-sommet de l'Union africaine, en particulier pour aborder la situation sécuritaire au Sahel.
Boni Yayi, président du Bénin et président de l'Union africaine depuis le 30 janvier 2012 déclare à Radio France internationale le 21 février 2012 que la crise du Nord-Mali est « une conséquence de ce qui s’est passé en Libye. Mais avec des effets collatéraux vers des pays comme le Burkina, qui aujourd’hui a reçu plus de 10 000 réfugiés ; la République du Niger, plus de 23 000 réfugiés ! Avec des conséquences dramatiques sur le plan alimentaire ».

#### Pays voisins
Abdelkader Messahel, ministre algérien délégué aux Affaires maghrébines et africaines, condamne le 24 janvier 2012 le recours à la violence pour porter des revendications même légitimes.
Le président du Burkina Faso Blaise Compaoré, après s’être entretenu avec le président malien Amadou Toumani Touré à l’occasion d’une conférence régionale sur l’éducation déclare le 16 février souhaiter « une dynamique de dialogue inclusive » afin que « le gouvernement malien et les parties qui ont des contestations à faire puissent s'asseoir et en parler ». Pour Djibrill Bassolé, ministre burkinabé des affaires étrangères qui a confirmé dans un entretien à Jeune Afrique le 27 février la disponibilité du président Blaise Compaoré à aider le Mali, il est nécessaire pour résoudre la crise d'avoir « une approche globale, qui implique l'ensemble des pays concernés par cette rébellion, les organisations régionales et la communauté internationale. Il faut prendre aussi en compte la nature des problèmes à résoudre : la précarité des conditions de vie des populations, le chômage, l'insécurité et les prises d'otages d'Al-Qaïda au Maghreb islamique [Aqmi], sans compter la circulation d'armes et de drogue. Aucun accord de paix ne sera durable s'il n'est pas soutenu par un programme de développement socioéconomique ».
Le 14 février, le président nigérien Mahamadou Issoufou se déclare préoccupé par la situation au Mali, notamment l’afflux de réfugié sur le territoire nigérien. Selon lui, la crise est liée à la défaite de Mouammar Kadhafi qui « a catalysé les velléités de rébellion et d'indépendance, ou au moins d'autonomie, de l'Azawad ». Il lance un appel aux rebelles en déclarant à Radio France internationale « les rébellions peuvent se justifier sous une dictature, mais quand la démocratie s’implante, se renforce, au Niger ou au Mali, personne ne doit prendre les armes, surtout quand on prend le cas du Mali. C’est dans quelques mois que le peuple malien va être consulté pour l’élection présidentielle. Il n’y a par conséquent pas de raison pour qu’une fraction du peuple malien prenne les armes. C’est pour cela que je profite de l’occasion pour lancer un appel aux compatriotes maliens de retrouver leur unité, et je lance un appel à ceux qui ont pris les armes de réfléchir. Le Mali n’a pas besoin de vivre une pareille situation avec tous les malheurs que l’on voit. Nos pays ont besoin de se consacrer au développement économique et social ».

### Réactions internationales

#### Nations unies
Le 8 février 2012, Ban Ki-moon, secrétaire général des Nations unies, préoccupé « par les combats en cours entre des groupes rebelles touaregs et les forces gouvernementales au nord du Mali » et inquiet « de l’ampleur des conséquences humanitaires de la crise, affectant notamment des victimes civiles innocentes, des milliers de personnes déplacées et de nombreuses autres personnes contraintes de trouver refuge dans les pays voisins, contribuant ainsi à aggraver une situation humanitaire déjà très critique dans la région du Sahel », condamne « l’usage de la violence à des fins politiques » et demande aux groupes rebelles de « cesser immédiatement leurs attaques et à entamer un dialogue avec le Gouvernement du Mali pour résoudre leurs griefs ».
Le 13 mars, Saïd Djinnit, représentant spécial du secrétaire général des Nations unies en Afrique de l'Ouest, déclare que « les Nations unies soutiennent les efforts en cours visant à créer les conditions pour un dialogue entre les parties » et appelle à une « cessation des hostilités pour permettre d'apporter une assistance humanitaire aux personnes déplacées au Mali et aux personnes réfugiées dans tous les pays voisins ».

#### Union européenne
Pour l'Union européenne, Catherine Ashton, haut représentant de l'Union pour les affaires étrangères et la politique de sécurité, demande « instamment toutes les parties au conflit à cesser sans délai les hostilités, et à s'engager dans un dialogue sans exclusive ». Elle salue l'appel à l'unité nationale lancé par le président Amadou Toumani Touré et souligne « son attachement à la stabilité et à l'intégrité territoriale du Mali, ainsi qu’à la paix, à la démocratie, et à la stabilité de la région ».

#### France
Alain Juppé, ministre français des Affaires étrangères déclare le 7 février 2012 lors d'une intervention devant les sénateurs français que « la rébellion touarègue a remporté récemment d’importants succès militaires au nord du fleuve Niger. Quels qu’en soient les motifs, nous considérons ce recours à la force inacceptable dans une démocratie comme le Mali. Un cessez-le-feu immédiat est impératif », ajoutant « il importe de traiter la question touarègue au fond, ce qui suppose un dialogue entre Bamako et toutes les parties concernées. J’en ai fait part au président Touré. Je salue, en cet instant, son sens de l’unité nationale, qu’il a manifesté dans un discours récent, et je suis confiant dans la capacité du peuple malien à préserver son modèle démocratique ».
Dans une interview à Radio France internationale le 13 février, Henri de Raincourt, ministre français de la coopération déclare que la « France considère qu’il n’y aura pas de solution militaire, en tout cas immédiate, et que par conséquent ce qui est important c’est que les hostilités cessent le plus rapidement possible » tout en réaffirmant que « l’unité et l’intégrité territoriale du Mali doivent être préservées ».
Alain Juppé s'est rendu le 16 février à Bamako pour rencontrer le président malien Amadou Toumani Touré. Il a réaffirmé la nécessité d'un dialogue inter-malien pour sortir de la crise,.

#### Reste du monde
Dans une déclaration lue par son porte-parole, Vitoria Nuland, le département d’État américain condamne « les attaques perpétrées par des groupes armés contre un certain nombre de villes du nord. Ces actions entreprises par des groupes qui prétendent défendre les droits des Maliens menacent plutôt le bien-être de tous les citoyens maliens » et appelle à une reprise du dialogue. Le département américain condamne également « les attaques de représailles apparentes contre les membres des groupes ethniques liés à la situation au nord »,. Mary Beth Leonard, ambassadrice américaine au Mali, annonçant le 10 février le report des manœuvres antiterroristes « Flintlock 2012 » que les États-Unis comptaient organisées avec les pays de la région en affirme que « la participation du Mali aux manœuvres Flintlock 2012 est essentielle à leur réussite et (que) nous comprenons son besoin de concentrer les efforts nécessaires à la préservation de sa sécurité ».

## Conséquences

### Sort des populations
À la suite des attaques du MNLA dans la ville d'Aguel'Hoc, l'Institut de formation des maîtres a été, selon le gouvernement, pillé. Les élèves-maîtres, les professeurs et le personnel administratif ont été évacués sains et saufs à Kidal puis à Gao, les élèves-maîtres ont été réorientés selon leur préférence, dans les autres instituts de formation de maîtres. L'organisation non gouvernementale Médecins du monde annonce le 6 février la suspension temporaire de « ses activités sanitaires et nutritionnelles dans le nord du Mali », alertant sur « la dégradation sécuritaire au Mali (qui) risque de priver les populations d'une aide indispensable ». Selon l'ONG, l'accès devient de plus en plus compliqué dans la région de Gao et est « critique dans la région de Kidal ».
Le 17 février, Amnesty International estime que le conflit entraîne « la pire crise des droits humains qu’ait connue le nord Mali depuis vingt ans » et estime que « la région pourrait être plongée dans le chaos si les combats continuent ». Amnesty International demande que « les autorités [prennent] immédiatement des mesures afin d’assurer la protection de toute personne en danger ». Concernant les soldats tués à Aguel'hoc, l'association de défense des droits de l'homme indique que « face [aux] versions contradictoires quant à la manière dont ont été tués les soldats photographiés, il est urgent de mener une enquête indépendante et impartiale sur ces faits ». Amnesty International demande au MNLA de « révéler les noms des personnes qu’il a capturées et accorder au Comité international de la Croix-Rouge un accès sans restriction à ces personnes ». L'organisation « appelle également les autorités maliennes à inculper ou à libérer quatre personnes (…) qui ont été arrêtées dans la ville de Kidal (…) pour avoir apparemment soutenu le MNLA ».
Concernant les manifestations à Bamako et Kati, Amnesty International dénonce que « les forces de sécurité maliennes n’ont rien fait pour empêcher la foule en colère d’attaquer des maisons et des biens appartenant à des Touaregs et d’autres groupes ethniques, y compris des Arabes et des Mauritaniens qui vivaient dans la capitale » et précise que ces faits sont à l'origine de nombreux déplacements de population, et que « les forces de sécurité maliennes n’ont pas voulu ou n’ont pas pu protéger les populations touareg durant les violentes manifestations de Bamako ». Les rebelles du MNLA sont accusés de détériorer les installations publiques, comme le château d’eau potable à Léréou les réseaux de téléphonie et de terroriser les populations.
Le 22 février 2012, les hélicoptères de l’armée malienne ont tiré sur des civils présents dans le campement de Ag Haross Kayone, blessant 11 personnes et tuant une femme et une fillette. L’armée malienne explique cette bavure en parlant d'une fuite de combattants du MNLA qui se seraient réfugiés dans un campement civil pour s'en servir comme bouclier humain. Le MNLA dénonce un assassinat. Amnesty International demande au gouvernement malien de « cesser de bombarder la population civile dans le nord du pays » et déclare que « l'armée malienne et le MNLA doivent tout faire en leur pouvoir afin de protéger toute personne ne participant pas activement aux hostilités tels que cela est stipulé dans les Conventions de Genève ».
Le 5 avril, alors que le nord du Mali est occupé par les rebelles touaregs du MNLA et d’Ansar Dine, Amnesty International publie un communiqué que les régions du Nord sont « au bord d'un désastre humanitaire majeur », précisant que « toute la nourriture et les médicaments stockés par les grandes agences humanitaires ont été pillés et la plupart des travailleurs humanitaires ont fui » avec comme conséquence des populations qui « font face à un risque imminent de graves pénuries alimentaire et médicale qui pourraient entraîner de nouvelles pertes humaines ». Amnesty International relate « dans les villes de Gao et de Ménaka, des femmes et des jeunes filles ont été enlevées de chez elles et auraient été violées ». Le même jour, le Front uni pour la sauvegarde de la démocratie et de la République (FDR, opposé à la junte), publie un communiqué pour alerter sur la situation à Gao et appeler les institutions spécialisées des Nations unies à « sauver la population de Gao ».
L’Agence France-Presse relate des témoignages d’habitants et d’organisations non gouvernementales faisant état d’enlèvements et de viols de femmes, de saccages et de pillages d’édifices publics et privés à Gao et Tombouctou. L’ONG Caritas international informe que « Quelque 90 000 personnes déplacées qui se trouvaient à Gao, Tombouctou et Kidal, sont aujourd'hui "sans assistance ». À Tombouctou, sous contrôle d’Ansar Dine, la ville n’a plus d’électricité et l’eau menace d’être coupé. Les bureaux de la société de téléphone du Mali ont été incendiés.
Le 8 avril, Maliki Alhusseini Maiga, président du Collectif des ressortissants du Nord-Mali (Coren) dénonce lors d’une conférence de presse tenue à Bamako les exactions des rebelles dans le nord du pays : « Aujourd’hui, nous faisons face à un désastre humanitaire parce que notre pays est occupé par des terroristes et des extrémistes islamistes qui ont tué des centaines de nos frères à Gao, Kidal et Tombouctou (…) Ils ont violé nos sœurs, ont brûlé les bâtiments administratifs. Ils ont détruit nos villes et ils terrorisent la population ». Il demande la mise en place d’un corridor humanitaire afin de secourir les maliens bloqués dans la région. Des habitants de Gao fuient la ville pour se réfugier à Bamako.

### Populations déplacées et réfugiées
Le 3 février 2012, le Comité international de la Croix-Rouge (CICR) annonce que près de 10 000 Maliens et Nigériens ont fui les combats et ont trouvé refuge au Niger dans le nord de la région de Tillabéry, à proximité de la frontière. Le CICR précise que « Leurs conditions de vie sont extrêmement précaires. Certaines d'entre elles ont pu être hébergées par les villageois, mais les capacités locales ayant été très vite absorbées, de nombreux autres déplacés ont dû ériger des camps de fortune à la lisière des villages ».
Mardi 7 février, Adrian Edwards, porte-parole de l’agence des Nations Unies pour les réfugiés (HCR), indique que depuis le début du conflit, au moins 10 000 personnes (la plupart originaire de Ménaka) ont fui au Niger, 9 000 personnes (principalement des touaregs maliens originaires de la région de Léré) en Mauritanie, et 3 000 personnes au Burkina Faso. Ces réfugiés trouvent refuge auprès d'une population locale affectée elle-même par la crise alimentaire que connaît le Sahel. L'agence des Nations unies pour les réfugiés a déployé des équipes d'urgence.
Le gouvernement du Burkina Faso a affirmé accueillir environ 10 000 maliens dont soixante-douze militaires et paramilitaires fuyant les combats dans le nord du Mali. Fatoumata-Lejeune Kabah, porte-parole du HCR pour l’Afrique déclare le 14 février 2012 à Radio France internationale que le HCR travaille avec les autorités du Niger, du Burkina Faso et de Mauritanie pour déplacer les camps de réfugiés installés à proximité des frontières avec le Mali vers des endroits plus sécurisés. Les camps actuels, dépourvus d’eau potable, connaissent des problèmes de santé importants avec des cas de paludisme, d’infections oculaires, de diarrhée et de problèmes respiratoires. Le ministère mauritanien de l'Intérieur indique le 14 février que plus de 13 000 maliens ont trouvé refuge en Mauritanie. Arrivés essentiellement à Fassala dans le sud-est du pays, ils ont été transférés à M'Berré plus au sud afin d'assurer leur sécurité conformément à la recommandation du HCR.
Le 17 février, le HCR estime à 44 000 le nombre de personnes ayant fui les zones de combats, précisant que le nombre d'arrivants dans les pays voisins a doublé en 10 jours : 18 000 d'entre eux se trouvent en Mauritanie, 18 000 autres au Niger et plus de 8000 réfugiés sont arrivés au Burkina Faso.
Le Comité international de la Croix-Rouge estime le 17 février 2012 qu'au moins « 60 000 personnes sont maintenant déplacées à l'intérieur du Mali, et plus de 22 000 ont trouvé refuge au Niger ». la situation est préoccupante car « ces déplacements massifs interviennent alors que le nord du Mali, et l'ensemble de la région sahélienne, fait face à une situation alimentaire précaire, à cause notamment des mauvaises récoltes ». Dans la zone de Ménaka, où 26 000 personnes sont déplacées, les personnes déplacés sont confrontés à un manque d'eau et une pénurie de pâturage. Dans le village d'Inhalid, à 100 kilomètres au nord de Tessalit près de 11 000 personnes déplacées ont été dénombrées, et plus de 11 000 dans le cercle de Niafunké.
Mohamed Touré, représentant du haut commissariat des réfugies (HCR) en Guinée a indiqué le 22 février qu’au moins une centaine de Maliens originaires du nord ont trouvé refuge en Guinée, à Conakry et à Siguiri.
Selon un communiqué du Bureau des Nations unies pour la coordination des affaires humanitaires (Ocha) du 24 février 2012 il est estimé que depuis le 17 janvier il y a 61400 déplacés internes au Mali et 65000 réfugiés maliens à l'étranger répartis entre la Mauritanie, le Burkina Faso, le Niger et l'Algérie. Au moins 7563 Nigériens vivant au Mali sont rentrés au Niger. Selon les chiffres officiels, 17242 personnes se sont réfugiées au Niger à la date du 22 février, 16299 au Burkina Faso au 21 février, 22321 en Mauritanie au 20 février, au moins 5000 en Algérie au 8 février.
Le 8 mars, le Bureau des Nations unies pour la coordination des affaires humanitaires (Ocha) annonce que plus de 172 000 personnes ont fui les combats dont plus de 90 000 à l'étranger, essentiellement en Mauritanie, au Burkina Faso et au Niger. Le 9 mars, Adrienne Diop, Commissaire chargé du développement humain et Genre de la Communauté économique des États de l'Afrique de l'Ouest (CEDEAO) annonce que la CEDEAO va accorder un don de trois millions de dollars américains au Mali pour l’assister dans la gestion de l’afflux de réfugiés.
Le 15 mars 2012, le Bureau des Nations unies pour la coordination des affaires humanitaires (Ocha), estime à plus de 195 000 le nombre de personnes ayant fui les combats, dont plus de 100 000 hors du pays. La Mauritanie accueille 36 964 réfugiés, le Niger 35 509, le Burkina Faso 21 653, l’Algérie 5 000, les autres pays (Togo, Guinée) 141. Le 16 mars, le Comité international de la Croix-Rouge communique le nombre de 72 000 déplacés à l’intérieur du Mali, précisant qu’ils sont en situation critique. La région de Gao comptabilise 34 500 déplacés, celle de Kidal 25 500 déplacés et celle de Tombouctou 12 000 déplacés. Le CICR et la Croix-Rouge malienne commence la distribution d’aides alimentaires à ces populations.
Le 22 mars, le Bureau des Nations unies pour la coordination des Affaires humanitaires (Ocha) estime à 206 000 le nombre de déplacés et de réfugiés.
Le 18 avril 2012, l'OCHA estime qu'il y a eu « plus de 268 000 déplacés à la suite de la crise au nord du Mali, dont plus de 161 000 réfugiés au Niger, au Burkina Faso, en Mauritanie et en Algérie ».

### Réactions de la population malienne
Le 31 janvier des femmes, mères, enfants de soldats maliens envoyés dans le Nord marchent de Kati jusqu'au palais présidentiel de Koulouba, demandant des informations sur la situation, et que les militaires soient davantage équipés pour combattre. Les manifestants sont reçus par Natié Pléa, ministre de la Défense et des anciens combattants.
Le 1er février, des touaregs sont pris pour cible par des jeunes manifestants à Kati et à Bamako. Une pharmacie appartenant à un touareg est saccagée à Kati ainsi que la maison de l’ancienne ministre de l’Artisanat et du Tourisme, Zakiyatou Oualet Halatine, également originaire de Tombouctou.
Le président Amadou Toumani Touré intervient à la télévision et lance un appel au calme et à l'unité nationale. Il exhorte les Maliens à ne pas faire l'amalgame entre les populations et les combattants du MNLA : « Ceux qui ont attaqué certaines localités et casernes du Nord ne doivent pas être confondus avec nos compatriotes touaregs, arabes, peuls, sonraïs, des parents qui vivent avec nous… qui ont choisi le Mali, qui ont choisi la loyauté, la fraternité et qui ont exactement les mêmes droits, les mêmes devoirs et les mêmes aspirations que nous… »,. Le 2 février, des manifestations des familles et sympathisants de militaires combattant les rebelles touaregs ont lieu à Bamako, Kati et Ségou pour protester contre la gestion de la crise par le pouvoir malien. Des civils touaregs sont agressés et quelques magasins tenus par des Touaregs sont saccagés. Des manifestants agressent arbitrairement des individus à peau claire (soupçonnés d'être touaregs), parmi lesquels des étrangers originaires de Mauritanie. Le 3 février, alors que le calme revient dans les villes, les imams de nombreuses mosquées organisent des prières pour la paix, à l'appel du Haut conseil islamique du Mali.
Le 19 mars, environ 700 jeunes de Kati ont participé à une marche en direction du palais présidentiel de Koulouba à Bamako. Ils ont été stoppés et dispersés par les forces de sécurité entre Kati et Bamako. Les jeunes ont érigé des barricades.
Le 5 juin, des femmes et des jeunes manifestent, pour la première fois à Kidal, s'insurgeant contre la présence d'AQMI, contre une police islamique et des nouvelles règles de vie, imposées par Ansar Dine et ses alliés, à une population démontrant ainsi sa volonté d'insoumission à ces islamistes.

### Report envisagé des élections
Lors d’une conférence régionale de la Convergence pour le développement du Mali (Codem) le 27 janvier, son président Housseini Amion Guindo, candidat à l’élection présidentielle malienne de 2012, doute de la tenue des élections en déclarant qu’« il n’est pas certain que les élections aient lieu, car la crise du nord risque d’affecter les élections. Pour la tenue d’élections libres, il faut d’abord la paix. Le Mali compte 8 régions, or il se trouve malheureusement que 3 régions sont affectées par cette crise du nord (Tombouctou, Gao et Kidal). Alors comment tenir une élection dans une partie du pays alors que l’autre est en crise ».
Le 16 février, Dioncounda Traoré, président de l'Assemblée nationale et candidat à l'élection présidentielle malienne de 2012 a déclaré que « Notre souhait est la tenue des élections dans les délais constitutionnels, mais si nous voulons des élections paisibles, transparentes et apaisées, il faut que les armes se taisent, il faut qu'il y ait la paix et la stabilité ». Le 17 février, Jeamille Bittar, candidat à l'élection présidentielle, exclut toute transition et appelle au respect du calendrier électoral.
L’organisation du référendum le même jour que le premier tour de l’élection présidentielle le 29 avril est compromis car la Constitution stipule à l’article 118 « aucune procédure de révision [constitutionnelle, NDLR] ne peut être engagée ou poursuivie lorsqu'il est porté atteinte à l'intégrité du territoire » ce qui est actuellement le cas.
Par contre rien n’est prévu concernant l’élection présidentielle. Dans une interview à Radio France internationale le 24 février le président Amadou Toumani Touré affirme que tout est « en œuvre pour que les conditions soient réunies et qu’au plus tard, le 10 juin, nous ayons un président de la République librement et démocratiquement élu ».
Le parti d'opposition Solidarité africaine pour la démocratie et l'indépendance (Sadi) a, au cours d'une conférence de presse le 15 mars 2012, demandé au gouvernement de « renoncer à l’organisation des élections dans ce contexte et de consacrer toutes les ressources disponibles à l’objectif majeur qu’est la défense de notre intégrité territoriale et de notre Unité et conclure une paix juste ».

### Allégation de massacres
Le ministre français de la Coopération Henri de Raincourt déclare le 13 février 2012 sur Radio France internationale que « des violences absolument atroces et inadmissibles » ont été commises à Aguel'hoc, avec des « exécutions sommaires, des soldats, des personnes – on parle d'une centaine – qui ont été capturées et ont été froidement exécutées ». Selon une source française proche du dossier interrogée par l’Agence France-Presse, « au total, il y a eu 82 morts exactement, pas de civils » et ce massacre a été commis à Aguel'hoc le 24 janvier. Le ministre français n’a pas précisé les responsables du massacre mais a affirmé que « certains prétendent que la méthode utilisée pour l'exécution s'apparente à celle utilisée par Al-Qaida », les victimes ayant été égorgées ou tuées d’une balle dans la tête.
Le 14 février, Hama Ag Sid’ahmed, porte-parole du MNLA, dément une nouvelle fois toute alliance avec Aqmi. Il indique également que le MNLA « n’a commis aucun acte, n’a égorgé personne et n’a tiré sur aucun militaire désarmé ». De plus, le chargé de communication du MNLA, Mossa Ag Attaher ajoute dans une video datée du 28 mars, que « Depuis le 17 janvier, nous avons clairement notifié notre démarcation non seulement avec Al Qaeda au Maghreb Islamique mais aussi avec tout groupuscule, tout mouvement dont le fondement a pour racine une quelconque religion. L'idéologie religieuse, extrémiste, Salafiste et de tout genre n'a pas sa place dans le noble combat que mène le MNLA aujourd'hui ». Soumeylou Boubèye Maïga, ministre malien des affaires étrangères, a déclaré dans une interview à Radio France internationale que les massacres de soldats à Aguel'hoc le 24 janvier portaient « clairement, la signature des groupes salafistes qui se trouvaient donc impliqués aux côtés du mouvement qui prétend se battre pour l’indépendance de l’Azawad ».
Serge Daniel, correspondant de Radio France internationale et l’Agence France-Presse à Bamako depuis vingt ans, déclare le 16 février au quotidien français Libération, qu'il était convaincu que le MNLA et des membres d'AQMI « ont combattu côte à côte à Aguelhoc, où des exécutions sommaires de soldats ont eu lieu fin janvier ».
Le 17 février, Amnesty International demande que soit menée « une enquête indépendante et impartiale sur ces faits ». Le 21 février 2012, la commission spéciale chargée d'enquêter sur les exécutions sommaires commises à Aguel'hoc, composée de 7 membres, tous officiers supérieurs des forces armées et de sécurité, et présidée par Alioune Badara Diamouténé, inspecteur général de police, a remis au président Amadou Toumani Touré son rapport après avoir passé 10 jours à Aguel'hoc et rencontré des témoins des évènements. D'après les conclusions de ce rapport, des éléments d'AQMI alliés au MNLA ont participé aux attaques du 18 au 24 janvier et ont exécuté des militaires maliens. Elle déclare détenir « des preuves et témoignages des rescapés militaires et civils soutenus par des images qui attestent que des combattants de l’armée malienne désarmés ont été bien arrêtés, ligotés les mains au dos avant d’être abattus ». Par ailleurs, elle informe que « des élèves et enseignants de l’Institut de formation des maîtres (IFM) d’Aguelhoc ont été utilisés comme boucliers humains par les assaillants en difficulté lors de l’attaque du 18 janvier 2012 ».
Le 28 février, Maharafa Traoré, ministre malien de la Justice, intervient à la tribune du Conseil des droits de l'homme des Nations unies à Genève pour dénoncer l’attaque par le MNLA allié à AQMI du camp d’Aguel’hoc où « les soldats de l’armée malienne désarmés ont été poursuivis, arrêtés, les mains liées au dos et froidement exécutés au mépris des dispositions des Conventions de Genève relatives au droit international humanitaire » et solliciter, au nom du gouvernement malien, « de la Communauté Internationale, une condamnation ferme des crimes commis par le Mouvement dit de Libération de l’Azawad et AQMI et demande un soutien pour assurer le rétablissement de la paix, de la sécurité et le développement de l’ensemble de ses régions ».
Dans une interview au quotidien français Le Figaro le 15 mars 2012, le président malien Amadou Toumani Touré confirme les accusations de crime de guerre portées contre le MNLA allié à AQMI lors de l’attaque d’Aguel’hoc,.
Le 9 septembre 2012, le MNLA accuse l'armée malienne d'avoir exécuté 16 civils de l'Azawad le 8 septembre à Diabaly. Toujours d'après le MNLA, 9 autres civils sont exécutés par des soldats maliens près de Sokolo le 22 octobre et 52 autres sont exécutés le 25 octobre à Tolletene près de Djoura, dans la région de Mopti.

### Prisonniers de guerre
Début mars 2012, trois soldats maliens capturés à Léré par le MNLA sont relâchés et remis au CICR.
Le 14 avril 2012, les islamistes d'Ansar Dine relâchent 169 prisonniers militaires maliens, ainsi que 14 civils appartenant à des familles de soldats,,,.
Dans une vidéo publiée le 11 juillet par Ansar Dine, le mouvement islamiste affirme avoir fait prisonnier 560 soldats maliens lors des batailles d'Aguel'hoc, de Tessalit et de Kidal. La vidéo fait notamment mention de 9 rescapés d'Aguel'hoc. Les prisonniers sont libérés après avoir « donné leur parole de ne plus jamais combattre la charia de l'islam ».
En avril 2012, un premier échange de prisonniers est effectué entre le gouvernement malien et le MNLA, le premier relâche deux femmes militantes du MNLA, les seconds libèrent de leur côté 29 soldats maliens.
Le 24 mai 2012, le gouvernement malien libère 8 prisonniers rebelles, dont des membres du MNLA et d'autres groupes armés, ils sont remis au CICR.
En août 2012, selon le MNLA, au moins 13 azawadiens sont emprisonnés par le gouvernement malien.
En août 2012, 79 soldats maliens sont détenus dans les environs de Tinzawatène par le MNLA comme prisonniers de guerre, l'un d'eux, malade, est relâché et remis au CICR,,. Le MNLA a déclaré respecter la Convention de Genève de 1949,,,.
Le 5 janvier 2012, 14 combattants du MNLA sont arrêtés par des soldats algériens près de Djanet. Venus de Libye, ils transportaient une cargaison d'armes dans quatre pick-ups. Ils sont jugés à Ouargla et sont condamnés, le 19 mai 2013, à 20 ans de prison pour trafic d'armes.